# Championnats d'Afrique de plongeon 2019
Navigation
Édition suivante
Les Championnats d'Afrique de plongeon 2019 se déroulent du 16 au 18 décembre 2019 à Durban en Afrique du Sud. Il s'agit de la première édition de cette compétition, après une première tentative avortée en 2015.
La compétition est qualificative pour les Jeux olympiques de Tokyo.

## Podiums

### Femmes
| Épreuves                   | Or                          | Or         | Argent                                      | Argent     | Bronze                                            | Bronze        |
| -------------------------- | --------------------------- | ---------- | ------------------------------------------- | ---------- | ------------------------------------------------- | ------------- |
| Tremplin de 3 m            | Micaela Bouter (RSA)        | 265,55 pts | Julia Vincent (RSA)                         | 263,90 pts | Maha Amer (EGY)                                   | 245,10 pts    |
| Haut vol à 10 m            | Maha Gouda (EGY)            | 247,95 pts | Jaimee Gundry (RSA)                         | 217,10 pts | Non attribuée                                     | Non attribuée |
| Tremplin synchronisé à 3 m | Égypte Maha Amer Maha Gouda | 230,70 pts | Afrique du Sud Bailey Heydra Georgina Milne | 229,23 pts | Afrique du Sud Grace Brammer Kerry-Leigh Morrison | 219,81 pts    |

### Hommes
| Épreuves                   | Or                               | Or         | Argent                                      | Argent     | Bronze                | Bronze        |
| -------------------------- | -------------------------------- | ---------- | ------------------------------------------- | ---------- | --------------------- | ------------- |
| Tremplin de 3 m            | Mohab Ishak (EGY)                | 405,35 pts | Ammar Hassan (EGY)                          | 353,15 pts | Youssef Selim (EGY)   |               |
| Haut vol à 10 m            | Youssef Selim (EGY)              | 332,90 pts | Mohab Ishak (EGY)                           | 310,30 pts | Clifford Matlho (BOT) | 82,85 pts     |
| Tremplin synchronisé à 3 m | Égypte Youssef Selim Mohab Ishak | 336,27 pts | Afrique du Sud Samkelo Mthembu Anathi Shozi | 167,67 pts | Non attribuée         | Non attribuée |

### Mixte
| Épreuves                   | Or                             | Or         | Argent                                                 | Argent     | Bronze        | Bronze        |
| -------------------------- | ------------------------------ | ---------- | ------------------------------------------------------ | ---------- | ------------- | ------------- |
| Tremplin synchronisé à 3 m | Égypte Maha Gouda Ammar Hassan | 213,51 pts | Afrique du Sud Stefan Steenkamp Olivia van Vollenhoven | 193,92 pts | Non attribuée | Non attribuée |